# Gábor Lengyel
Gábor Lengyel (jüdischer Name Jitzchak ben Baruch Mosche Ha’Lewi; * 13. Januar 1941 in Budapest) ist ein ungarisch-israelisch-deutscher Ingenieur, Manager und Rabbiner.

## Leben
Gábor Lengyel wurde am 13. Januar 1941 in Budapest geboren als Sohn einer modern-orthodoxen jüdischen Familie, deren Stammbaum sich bis Anfang des 19. Jahrhunderts zurückverfolgen lässt. Er war das zweite Kind von Janka, geborener Stern, und von Márton Lengyel, einem der führenden Mitglieder des seinerzeitigen Verbands der Jüdischen Gemeinden Ungarns. Nach dem Einmarsch der deutschen Wehrmacht in Ungarn wurde zunächst Lengyels Mutter in das Konzentrationslager Ravensbrück verschleppt und starb bald darauf in einem Viehwaggon während eines Transportes auf dem Weg zur Zwangsarbeit in das Konzentrationslager Dachau. Gábor und sein drei Jahre älterer Bruder sowie eine Tante überlebten die Schoah im Ghetto von Budapest in einem Versteck. Der verschleppte Vater kehrte 1945 nach Budapest zurück, blieb jedoch für den Rest seines Lebens von Schwäche gezeichnet.
Später konnte Gábor Lengyel seine Bar Mizwah in einer orthodoxen Budapester Synagoge feiern. Im Winter 1956, nach dem Tod seines Vaters, flüchtete der erst 15-jährige Lengyel alleine nach Österreich und wanderte von dort mit Hilfe des in Wien tätigen Oberrabbiners Akiba Eisenberg nach Israel aus, wo er zunächst in dem Kinder- und Jugenddorf Ben Shemen und bis 1965 in Jerusalem und Tel Aviv lebte. In diesem Zeitraum besuchte er bis 1961 eine Fachoberschule, an der er sich zum Feinmechaniker ausbilden ließ. Anschließend diente er in der israelischen Verteidigungsarmee in einer technischen Einheit und legte im Anschluss extern sein Abitur ab. Schließlich erhielt er eine Anstellung in der elektrooptischen Industrie in Tel Aviv.
Auf Anraten seines Jerusalemer Lehrers Fritz Mosche Kath ging Lengyel im Spätsommer 1965 zum Studium nach Deutschland und studierte mit Hilfe des Deutschen Akademischen Austauschdienstes (DAAD) und als Stipendiat der Friedrich-Ebert-Stiftung in Braunschweig an der dortigen Technischen Universität. Zwischen 1972 und 2003 arbeitete Lengyel als Ingenieur in verschiedenen international tätigen Industrieunternehmen, zuletzt bei IBM.
Nachdem Gábor Lengyel bereits 1966 Gründungsmitglied der Deutsch-Israelischen Gesellschaft war, engagierte er sich ab 1978 verstärkt im jüdischen Leben sowie im christlich-jüdischen Dialog in Niedersachsen und im jüdisch-muslimischen Dialog, in dem er mit dem islamischen Theologen und Erziehungswissenschaftler Dr. Samet Er einen Koran-Bibel-Thora-Lernkreis initiierte. Von 1978 bis 1993 wirkte er beim Aufbau und als Vorstandsmitglied in der Leitung der Jüdischen Gemeinde Braunschweig. 1993 wurde er mit der Verleihung des Niedersächsischen Verdienstkreuzes am Bande geehrt.
Ab 1993 bis 2006 wirkte Lengyel im Vorstand der Deutsch-Israelischen Gesellschaft Hannover, zeitweilig parallel dazu von 1999 bis 2007 im Vorstand der Liberalen Jüdischen Gemeinde Hannover. Er studierte von 2003 bis 2007 am Rabbinerseminar in Budapest, von 2005 bis 2008 zudem am Abraham Geiger Kolleg in Berlin. Nachdem Lengyel im Januar 2009 die Aufgaben des Rabbiners in der Liberalen Jüdischen Gemeinde Hannover und in Göttingen in der dortigen Gemeinde übernommen hatte, promovierte er im Jahr 2011 zum Thema Moderne Rabbinerausbildung in Deutschland und Ungarn. Ungarische Hörer in Bildungsinstitutionen des deutschen Judentums (1854–1938). unter seinem Doktorvater Shlomo Spitzer.
Seit 2012 wirkt Lengyel als Lehrbeauftragter an der Leibniz Universität Hannover.
Als Rabbiner der Reformsynagoge in der Jüdischen Gemeinde Hamburg und als Seniorrabbiner der 1995 gegründeten Liberalen Jüdischen Gemeinde Hannover will Lengyel vor allem jüdische Werte vermitteln und den Gemeindemitgliedern die Tradition näher bringen. Als sein lebensbegleitendes Motto wählte er den Pirkei Awot 4, 27:

„אל תסתכל בקנקן אלא במה שיש בו

Betrachte nicht den Krug, sondern dessen Inhalt.“

Im Jahre 2021 erfuhr Lengyel den Ort, an dem seine Mutter Janka Lengyel begraben wurde. Im Oktober 1944 ist sie zusammen mit vielen anderen ungarischen Juden ins Konzentrationslager Ravensbrück deportiert worden. Ende Februar ist sie mit ca. 500 anderen Frauen zusammen im „Zug ins Verderben – von Ravensbrück nach Burgau“ transportiert worden. Viele von ihnen starben auf diesem Transport. Der Historiker Alfred Hausmann von der Erinnerungswerkstatt Augsburg konnte die Geschehnisse so weit rekonstruieren, dass er die Grabstellen von fünf toten jüdischen Frauen auf dem Westfriedhof in Augsburg ermittelte. Sie wurden dort am 19. März 1945 bestattet. Eine von ihnen war Janka Lengyel. Nach sorgfältiger Recherche konnte Gábor Lengyel als direkter Angehöriger gefunden und informiert werden.
Gábor Lengyel ist Mitglied der deutschen Allgemeinen Rabbinerkonferenz (ARK). Er lebt in Hannover-Südstadt, ist verheiratet und hat vier erwachsene Kinder sowie (Stand 2018) drei Enkelkinder.

## Schriften
- Moderne Rabbinerausbildung in Deutschland und Ungarn. Ungarische Hörer in Bildungsinstitutionen des deutschen Judentums (1854–1938) (= Münsteraner judaistische Studien, Bd. 26), zugleich Dissertation 2011 an der Jüdischen Universität Budapest, Berlin; Münster: Lit Verlag, 2912, ISBN 978-3-643-11725-0; Inhaltsverzeichnis
  - als PDF-Dokument
- Betrachte nicht den Krug, sondern dessen Inhalt. Ausgewählte Predigten, Ansprachen und Vorträge, [1. Auflage], Hannover: hohesufer.com, [2016], ISBN 978-3-941513-72-3 und ISBN 3-941513-72-9; Inhaltsverzeichnis